# Francisco José Sota Bernard
Francisco José Sota Bernard (n. 30 de octubre de 1990) en Aldeanueva de Ebro (La Rioja), conocido deportivamente como Fran Sota, es un centrocampista español que juega en la SD Logroñés de la Primera División RFEF.

## Trayectoria
El futbolista riojabajeño se formó en el  CA Osasuna Promesas, antes de emprender una trayectoria por el fútbol modesto formando parte de los equipos Peña Sport FC, CD Varea, SD Logroñés, CD Tropezón y SD Leioa.
En la temporada 2017-18, firma por el Racing de Ferrol y al término de la temporada regresa al SD Leioa para jugar durante dos temporadas.
En la temporada 2020-21, juega en las filas del CD Calahorra de la Segunda División B de España.
Tras comenzar la temporada 2021-22 sin equipo, el 13 de enero de 2022 firma por el East Bengal FC de la Superliga de India, dirigido por Mario Rivera Campesino.
En julio de 2022, firma por la SD Logroñés de la Primera División RFEF. 

## Clubs
| Club                | País   | Período         |
| ------------------- | ------ | --------------- |
| CA Osasuna Promesas | España | 2009-2010       |
| Peña Sport FC       | España | 2010-2011       |
| CD Varea            | España | 2011-2012       |
| SD Logroñés         | España | 2012-2014       |
| CD Tropezón         | España | 2014-2015       |
| SD Leioa            | España | 2015-2017       |
| Racing de Ferrol    | España | 2017-2018       |
| SD Leioa            | España | 2018-2020       |
| CD Calahorra        | España | 2020-2021       |
| East Bengal FC      | India  | 2022-           |
| SD Logroñés         | España | 2022-Actualidad |